# Cantó de Meaux-Nord
El cantó de Meaux-Nord és un antic cantó francès del departament del Sena i Marne, que estava situat al districte de Meaux. Comptava amb 8 municipis i part del de Meaux.
Va desaparèixer al 2015 i el seu territori es va dividir entre el cantó de Claye-Souilly, el cantó de La Ferté-sous-Jouarre i el cantó de Meaux.

## Municipis
- Barcy
- Chambry
- Chauconin-Neufmontiers
- Crégy-lès-Meaux
- Germigny-l'Évêque
- Meaux (part)
- Penchard
- Poincy
- Varreddes

## Història
| Data d'elecció                           | Identitat      | Partit        | Qualitat |
| ---------------------------------------- | -------------- | ------------- | -------- |
| 1945-1949                                | M. Bouvin      | SFIO          |          |
| 1949-1955                                | Louis Bégouin  | Radical       |          |
| 1955-1961                                | Paul Barennes  | CNIP          |          |
| 1961-1973                                | René Mocquiaux | Divers droite |          |
| 1973-1985                                | Robert Le Foll | PS            |          |
| 1985-2004                                | Pierre Quillet | RPR           |          |
| 2004-                                    | Olivier Morin  | UMP           |          |
| les dades anteriors no són pas conegudes |                |               |          |
|                                          |                |               |          |